# Habitation le Maud'Huy
L'habitation le Maud'Huy, ou plantation Sainte-Marthe, est une ancienne plantation coloniale située à Saint-François, sur l'île de la Grande-Terre, dans le département de la Guadeloupe, aux Antilles françaises. Elle est inscrite aux monuments historiques en 2009.

## Localisation
L'habitation est située avenue Yolaine-Filleau-Belloni, dans la commune de Saint-François, sur l'île de la Grande-Terre, dans le département de la Guadeloupe.

## Historique
L'habitation doit son nom au comte de Maud'Huy, originaire de Lorraine, qui avait fondé auparavant sur ce site une plantation-sucrière, sur les « hauteurs » de Saint-François, dans la partie assez aride de l'île dite des « Savanes »,.
Entre 1873 et 1874, le directeur Auguste Pauvert fait édifier l'actuelle maison de maître.
En 1925, l'habitation est racheté par Victor Depaz.

De g. à d., Helmut Schmidt, James Callaghan, Jimmy Carter et Valéry Giscard d'Estaing devant l'habitation le Maud'Huy le 5 janvier 1979.

En 1960, Amédée Huygues-Despointes rachète la propriété. Elle accueille du 4 au 7 janvier 1979, les déjeuners, des rencontres informelles entre le président français Valéry Giscard d'Estaing, le président américain Jimmy Carter, le chancelier ouest-allemand Helmut Schmidt et le Premier ministre britannique James Callaghan lors de la Conférence de la Guadeloupe tenue à l'hôtel Le Hamack à Saint-François.
Depuis les années 2000, l'habitation accueille des rencontres culturelles.
L'ensemble de l'habitation, ses dépendances et les jardins sont inscrits aux monuments historiques le 8 septembre 2009.

## Architecture
La maison principale est une habitation de type maison créole rectangulaire en bois, reposant sur des moellons, le plus probablement commandée en pièce détachées en Louisiane (sur un modèle Home plantation typique de la paroisse de Saint-Charles), sans toutefois de certitude. Légèrement surélevée, elle est sur un seul niveau avec cependant un galetas, aménagé seulement en 1960, avec un toit présentant trois lucarnes sur la façade avant et une véranda sur celle arrière. Une galerie, reposant sur de fins piliers (en briques, surmontés de chapiteaux de style dorique), court autour de la demeure.

## Galerie

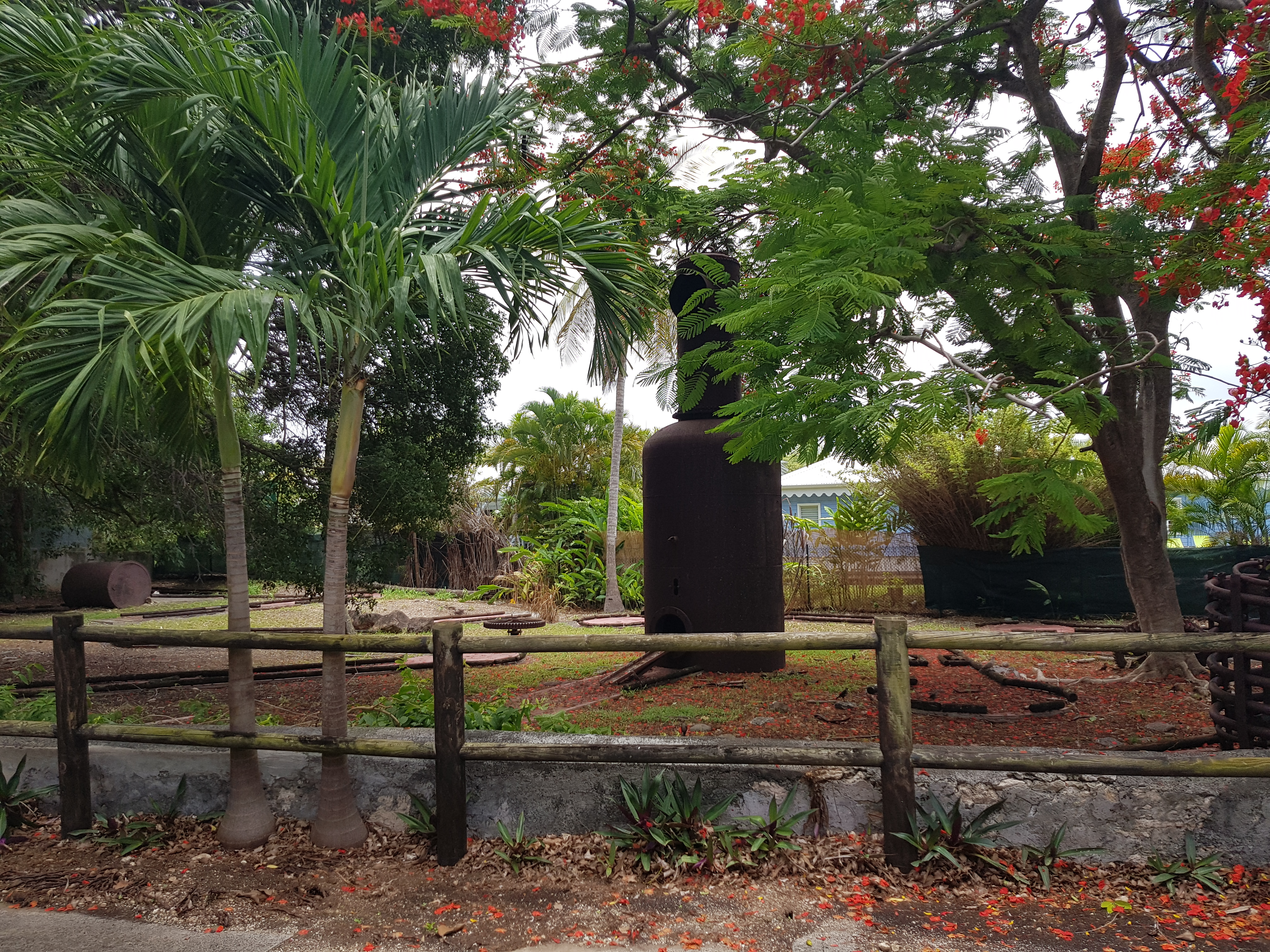
Habitation le Maud'Huy, reste de l'ancienne exploitation agricole
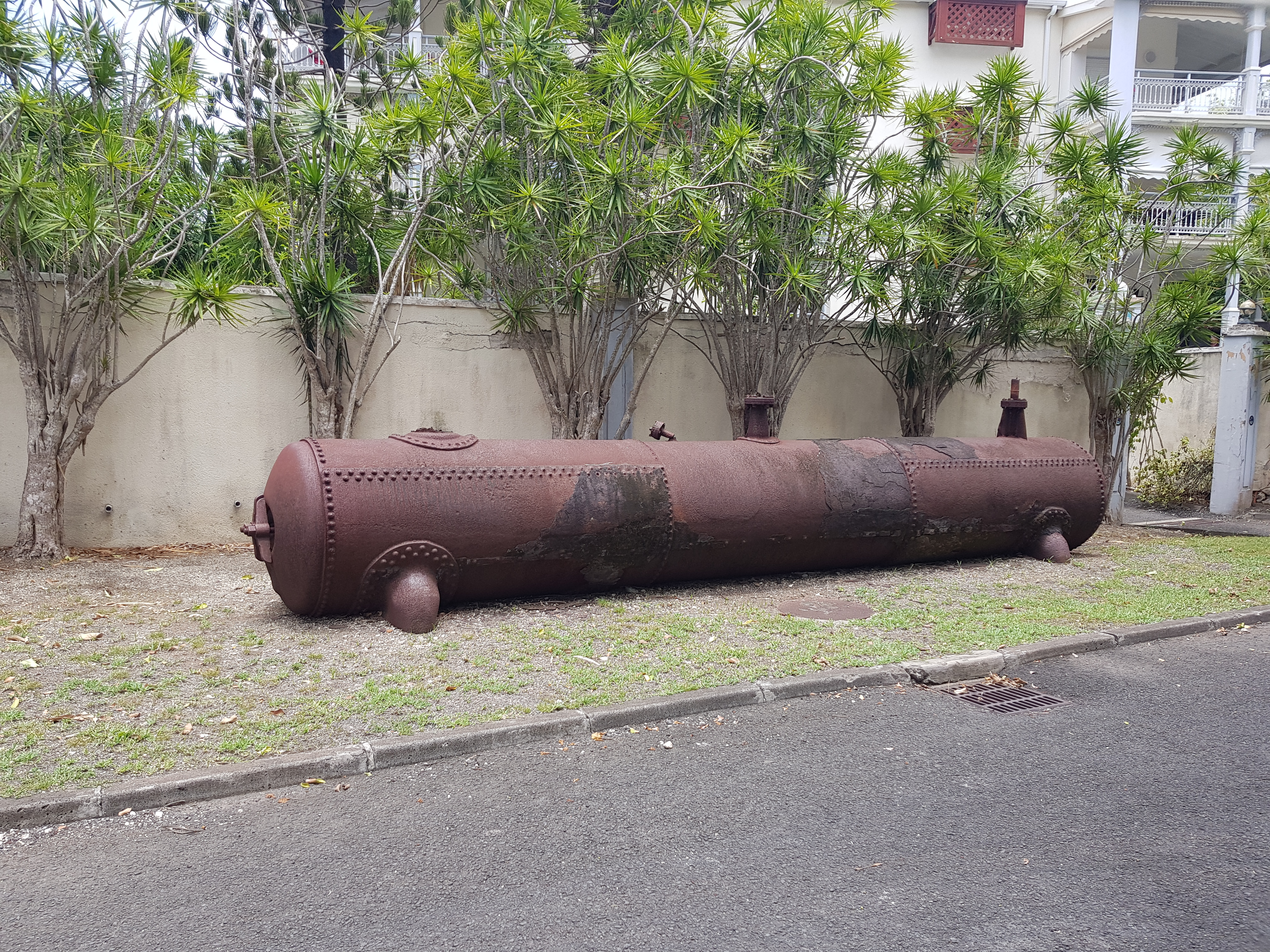
Habitation le Maud'Huy, reste de l'ancienne exploitation agricole situé dans l'espace d'exploitation, aujourd'hui Résidence Sainte-Marthe